# 魚崎駅
魚崎駅（うおざきえき）は、兵庫県神戸市東灘区にある阪神電気鉄道・神戸新交通の駅。

## 利用可能な鉄道路線
- 阪神電気鉄道
  - 本線（駅番号：HS 23）
- 神戸新交通
  - 六甲アイランド線（六甲ライナー）（駅番号：R02）

2つの駅は改札外のペデストリアンデッキで結ばれている。両駅間は100mほど離れている。

## 歴史

### 年表 (阪神電気鉄道)
- 1905年（明治38年）4月12日：開業。
- 1990年（平成2年）5月：駅舎改築。
- 1991年（平成3年）4月7日：夕方に限り快速急行が停車するようになる。
- 1994年（平成6年）3月：全ての快速急行が停車するようになる。
- 1995年（平成7年）
  - 1月17日：阪神・淡路大震災で被害を受け運休[3]。
  - 2月11日：青木駅 - 御影駅間復旧により営業再開[3]。
  - 6月26日：全線復旧[3]を受けて、区間特急が停車するようになる。
- 1998年（平成10年）2月15日：昼間時に限り特急が停車するようになる（この時設定された直通特急は通過）。
- 2001年（平成13年）3月10日：直通特急・特急が終日停車となり[4]、区間特急と快速急行の停車は取り止められる。
- 2009年（平成21年）3月20日：快速急行を再び終日停車とし、同時に三宮駅 - 青木駅間での区間特急の運転と三宮駅 - 西宮駅間での急行の運転が取りやめられたため、当駅を通る全ての営業列車の停車駅となる。なお同日より、阪神甲子園球場でのプロ野球試合後などに不定期に運転される臨時急行も停車するようになる。
- 2014年（平成26年）4月1日：駅番号導入[5][6]。
- 2016年（平成28年）3月19日：区間特急の始発駅および、下り急行の終着駅が御影駅に延長されたことに伴い、区間特急・急行が停車するようになる[7]。
- 2020年（令和2年）春：ホームが大阪側に延伸され、有効長が近鉄車8両対応となる。
- 2022年（令和4年）12月17日：深夜に1本運行された御影着の急行が廃止され、急行の停車駅から外れる。

### 年表 (神戸新交通)
- 1990年（平成2年）2月21日：開業[2][8]。
- 1995年（平成7年）
  - 1月17日：阪神・淡路大震災で被害を受け運休[3]。
  - 7月20日：魚崎駅 - アイランド北口駅間復旧により営業再開[3]。
  - 8月23日：住吉駅 - 魚崎駅間復旧[3]。これをもって六甲ライナーは全線復旧となる[3]。

## 阪神電気鉄道
阪神の駅は、東灘区魚崎中町四丁目に相対式ホーム2面2線を有する。六甲ライナー開業に合わせて駅舎が改築され、阪神の駅では唯一の橋上駅となった。全営業列車が停車するが、分岐器や絶対信号機を持たないため、停留所に分類される。
改札口は1か所のみで、南北双方に出入口がある（六甲ライナーは北側の通路で接続）。ホームへの階段は上下線とも各1か所であり、その階段下に待合室がある。改札口と出入口およびホームをそれぞれ連絡するエスカレーター（上りのみ）とエレベーターが設置されている。ただし、北出口にはエレベーターは設置されておらず、南出口のエレベーターで地階まで降りた後、ホーム下の通路とスロープを経由して駅北側へ出る道程となる。
トイレは改札内奥にある。
ホーム有効長は元々19m級の阪神車両6両編成対応だったが、2008年にホームを大阪側に延伸する工事が実施され、21m級の近鉄車両6両編成にも対応する130m程度となった。2020年3月からの土曜・休日の本線での快速急行の8両編成運行開始に伴い、2019年から2020年3月にかけてさらに大阪側に40mほど延伸して170m程度となり、近鉄車両8両編成にも対応できるようになった。なお、新たに延伸した部分には屋根は設けられていないため、ホームに屋根があるのは神戸側の6両分のみである。

### のりば

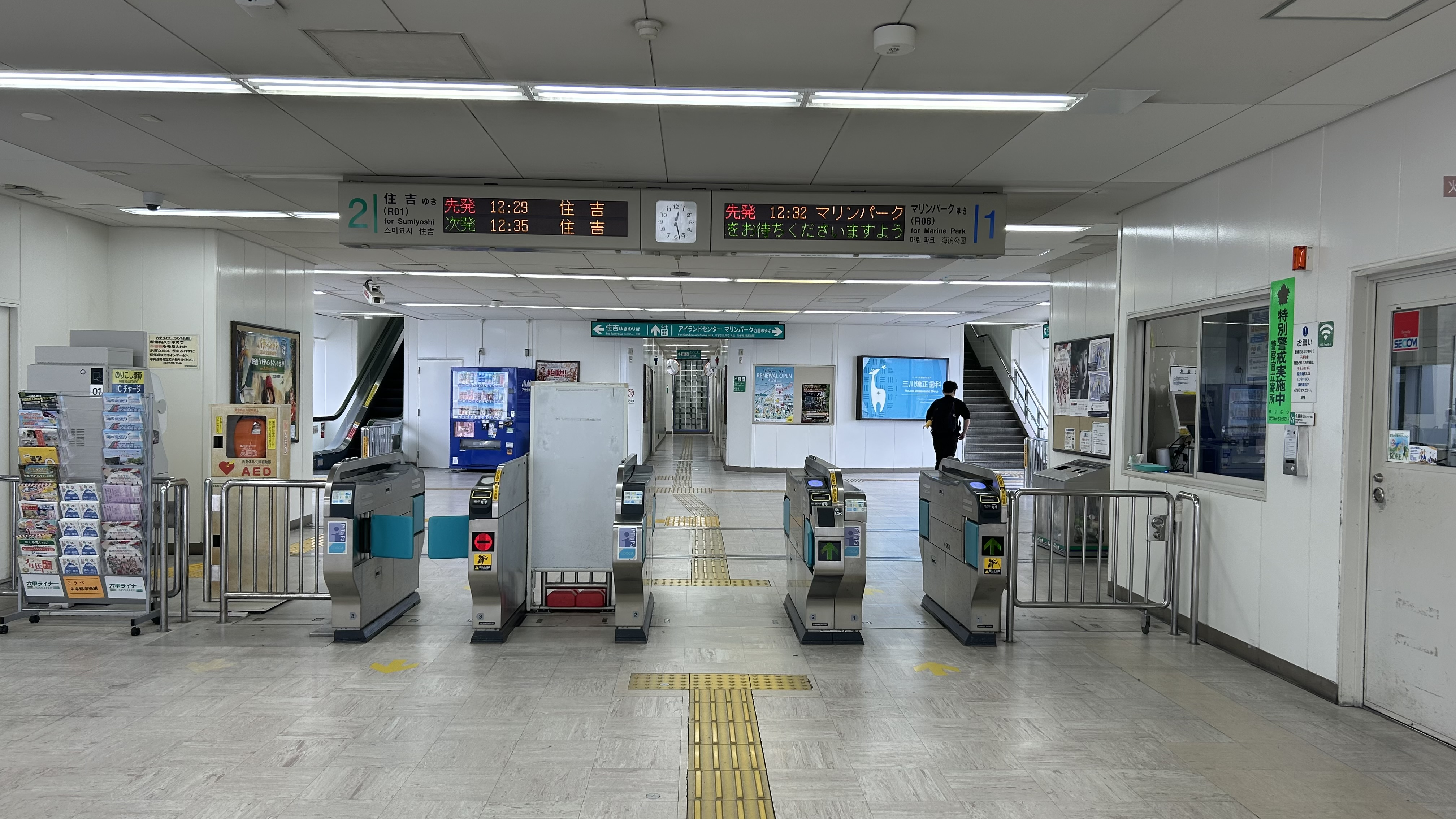
改札口
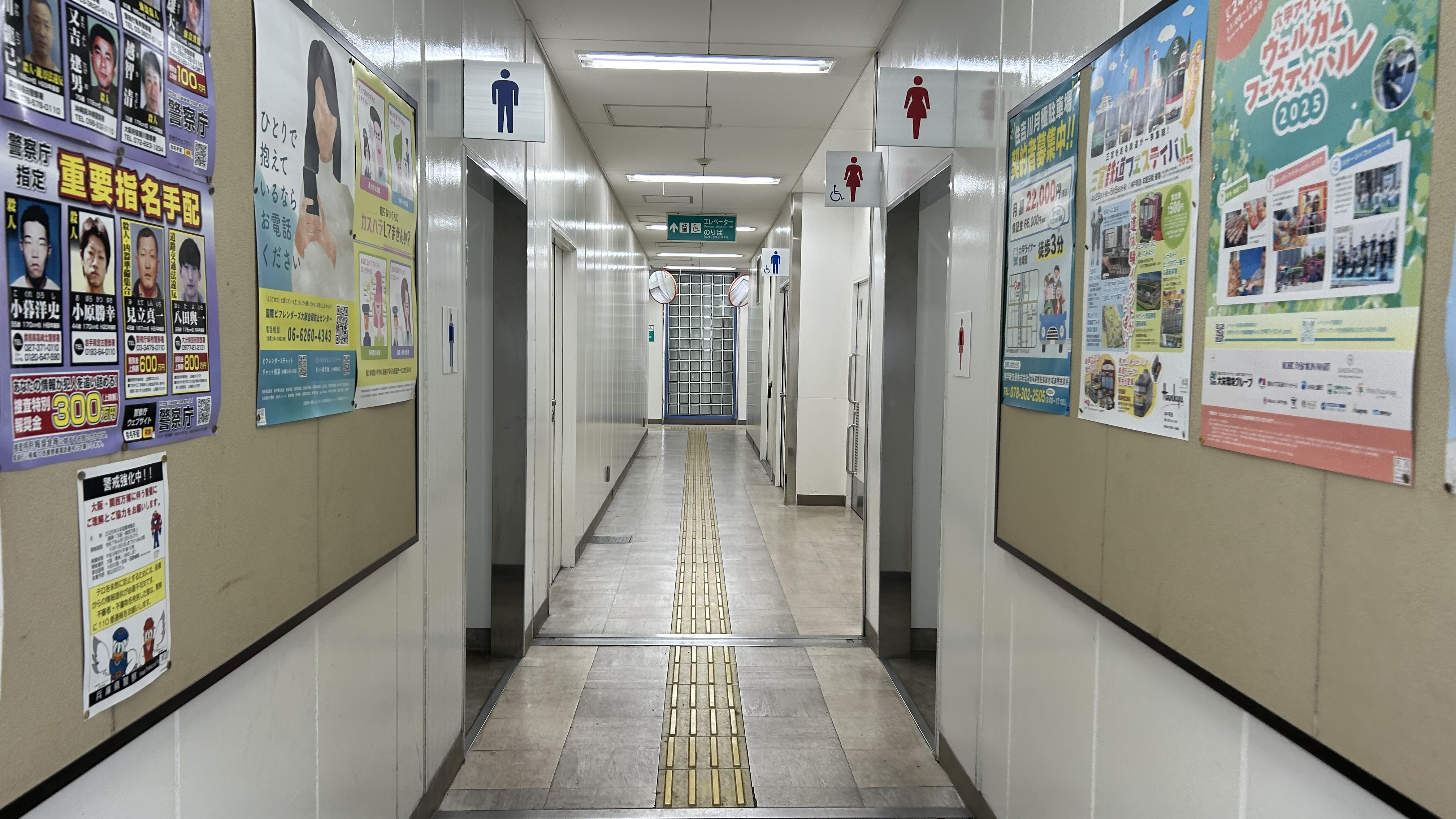
トイレ
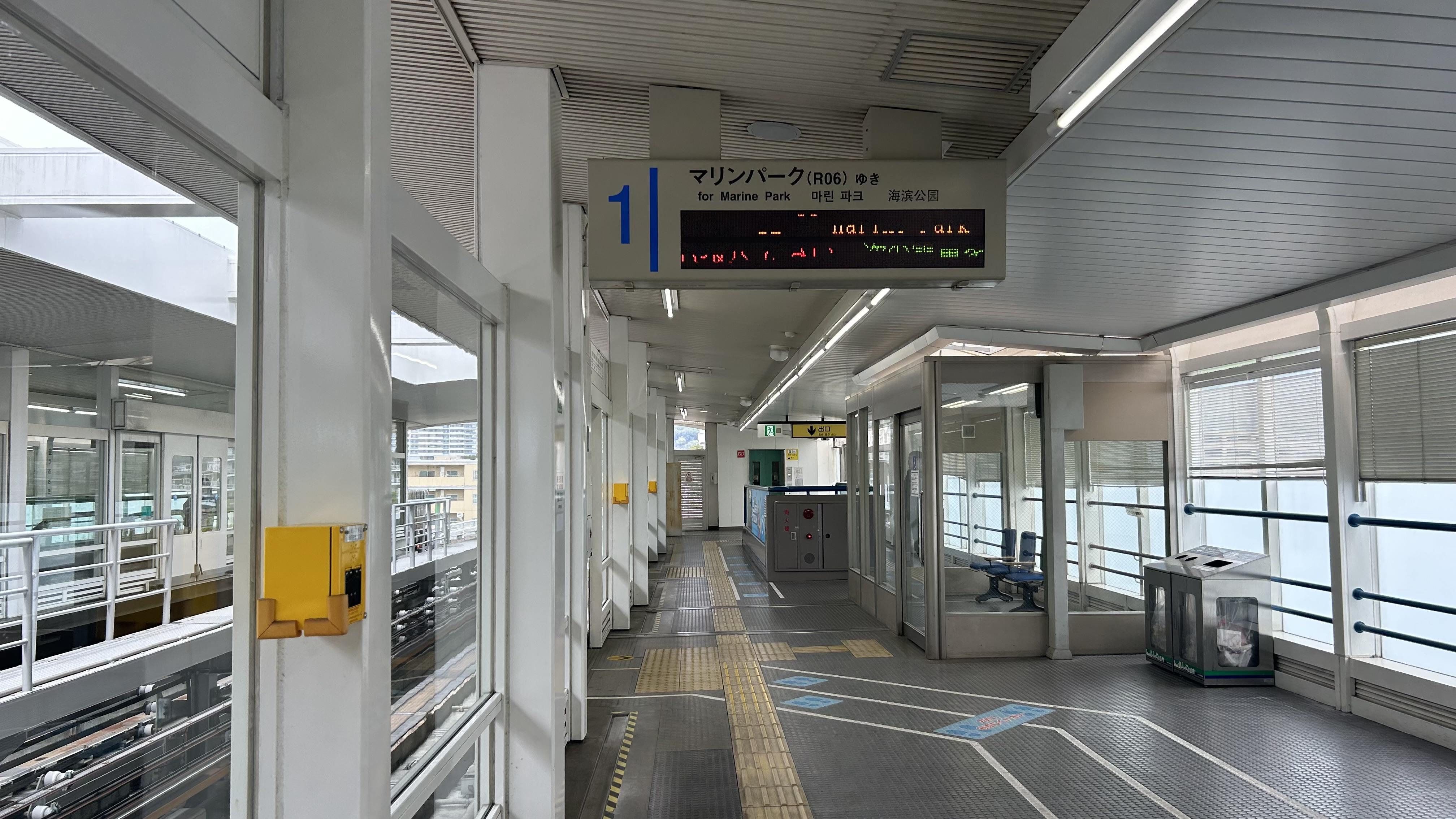
1番線ホーム
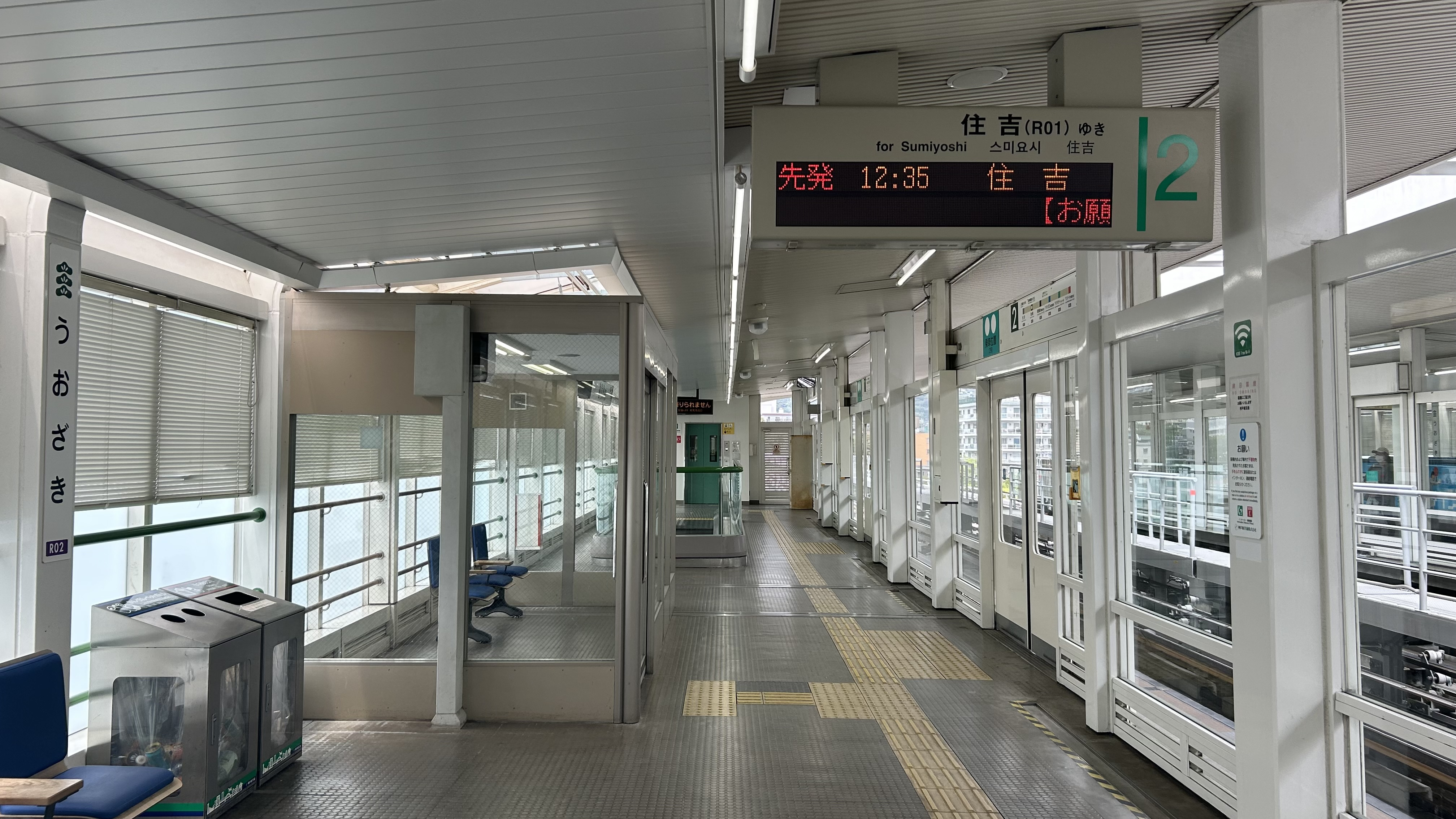
2番線ホーム
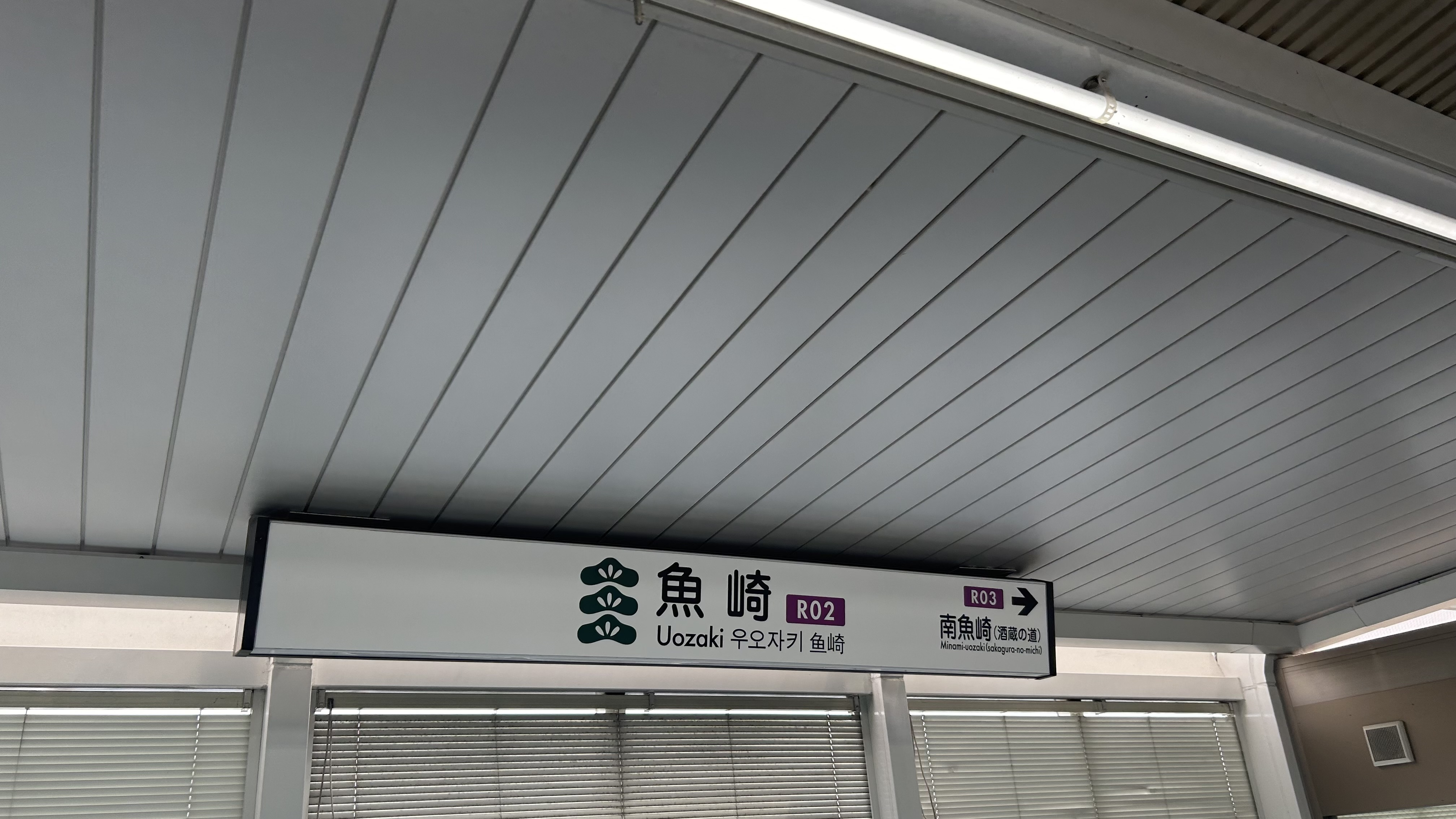
駅名標
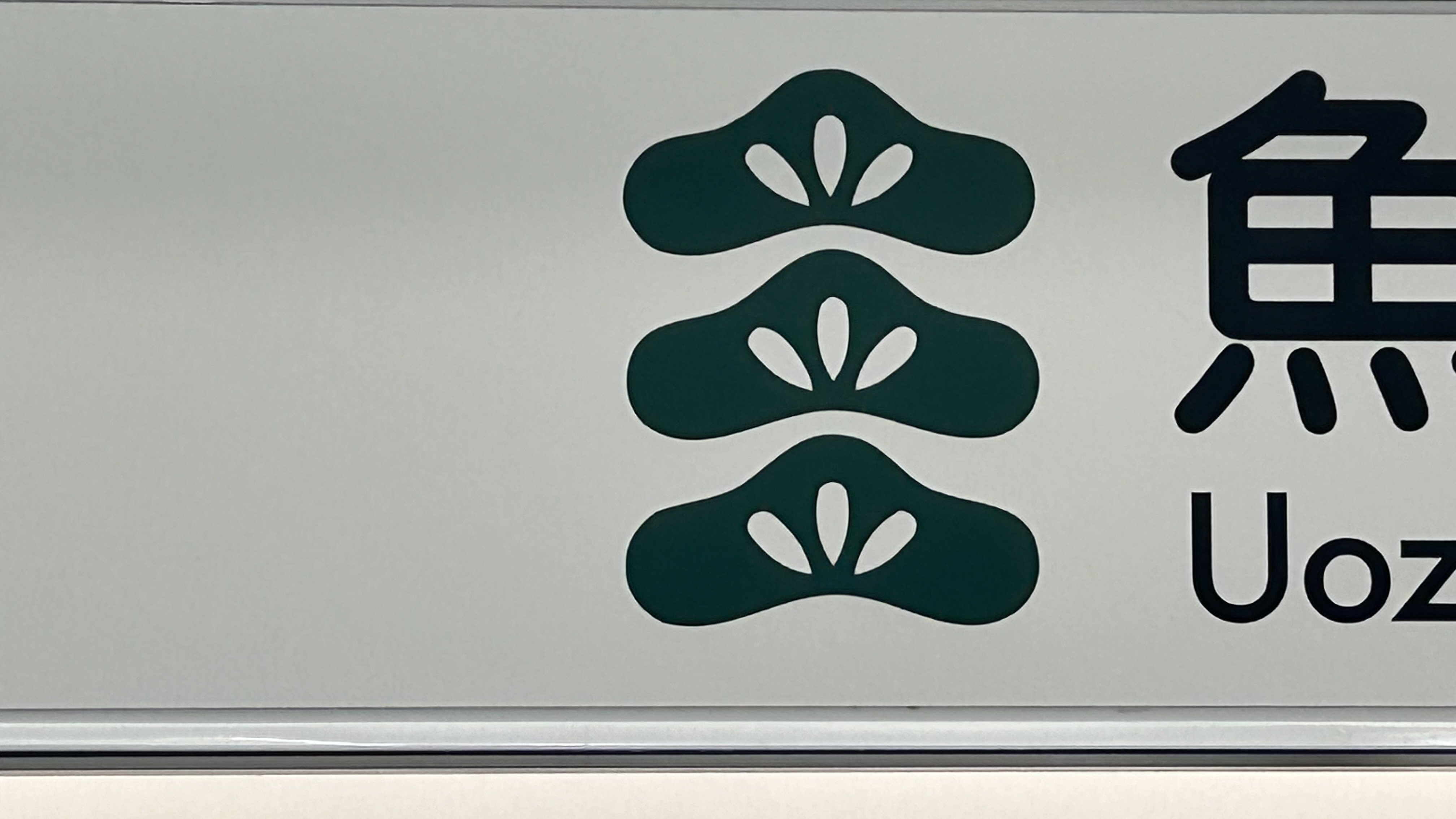
シンボルマーク

| 番線 | 路線  | 方向 | 行先                               |
| ---- | ----- | ---- | ---------------------------------- |
| 1    | ■本線 | 上り | 尼崎・大阪（梅田）・難波・奈良方面 |
| 2    | ■本線 | 下り | 神戸（三宮）・明石・姫路方面       |

2008年10月下旬までは、直通特急停車駅にもかかわらず構内アナウンスは小駅用の固定音声タイプのままであったが、LED式案内表示装置（後述）の使用開始に合わせて構内アナウンスが芦屋駅と同じスタイルの詳細放送に更新されている。
長らくのりば番号標は設置されていなかったが、2008年10月23日にのりば番号入りの案内表示装置が設置され、同年10月30日に供用を開始した。これに伴い、阪神本線の特急停車駅のすべてに案内表示装置が設置された。

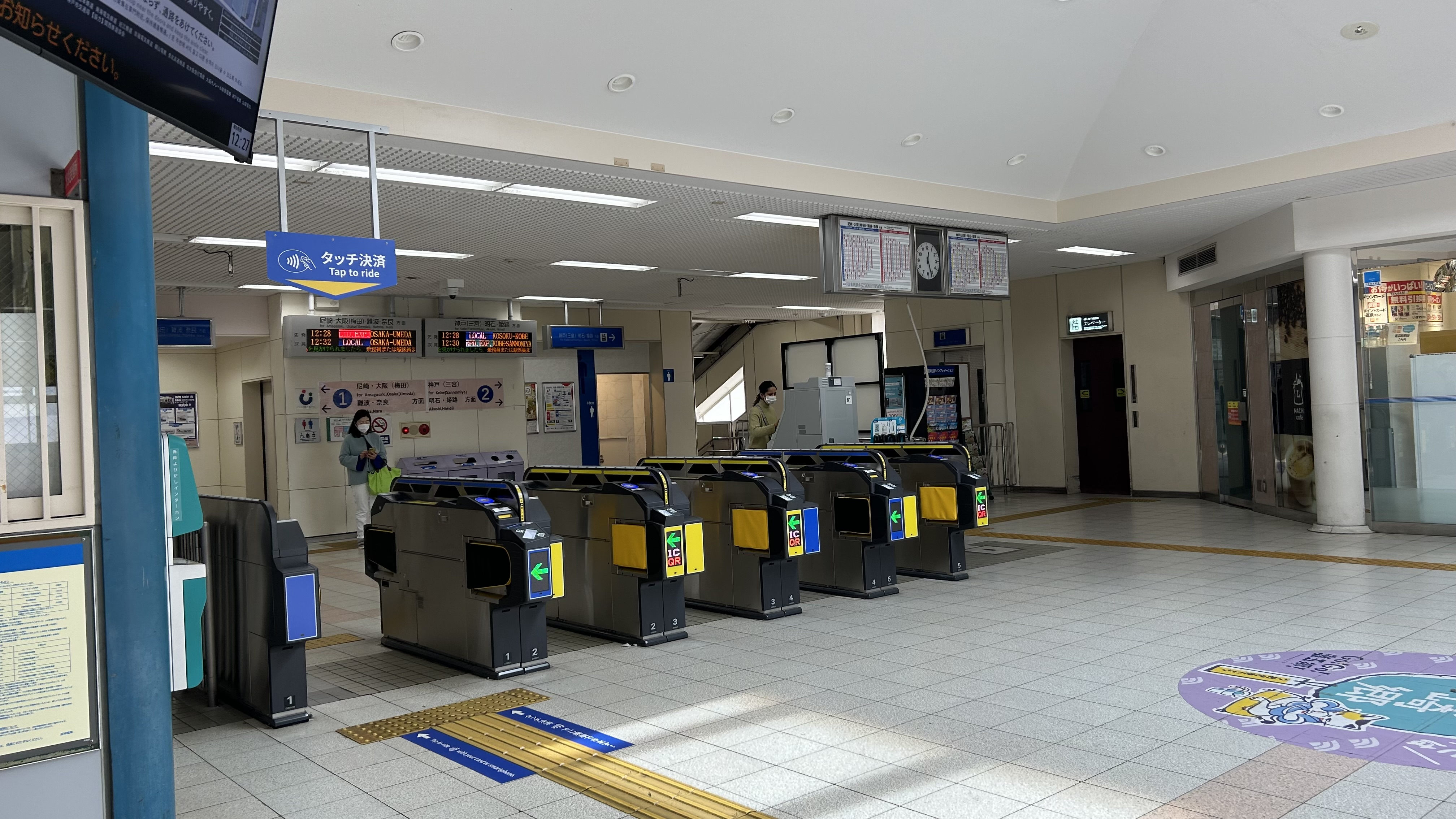
改札口
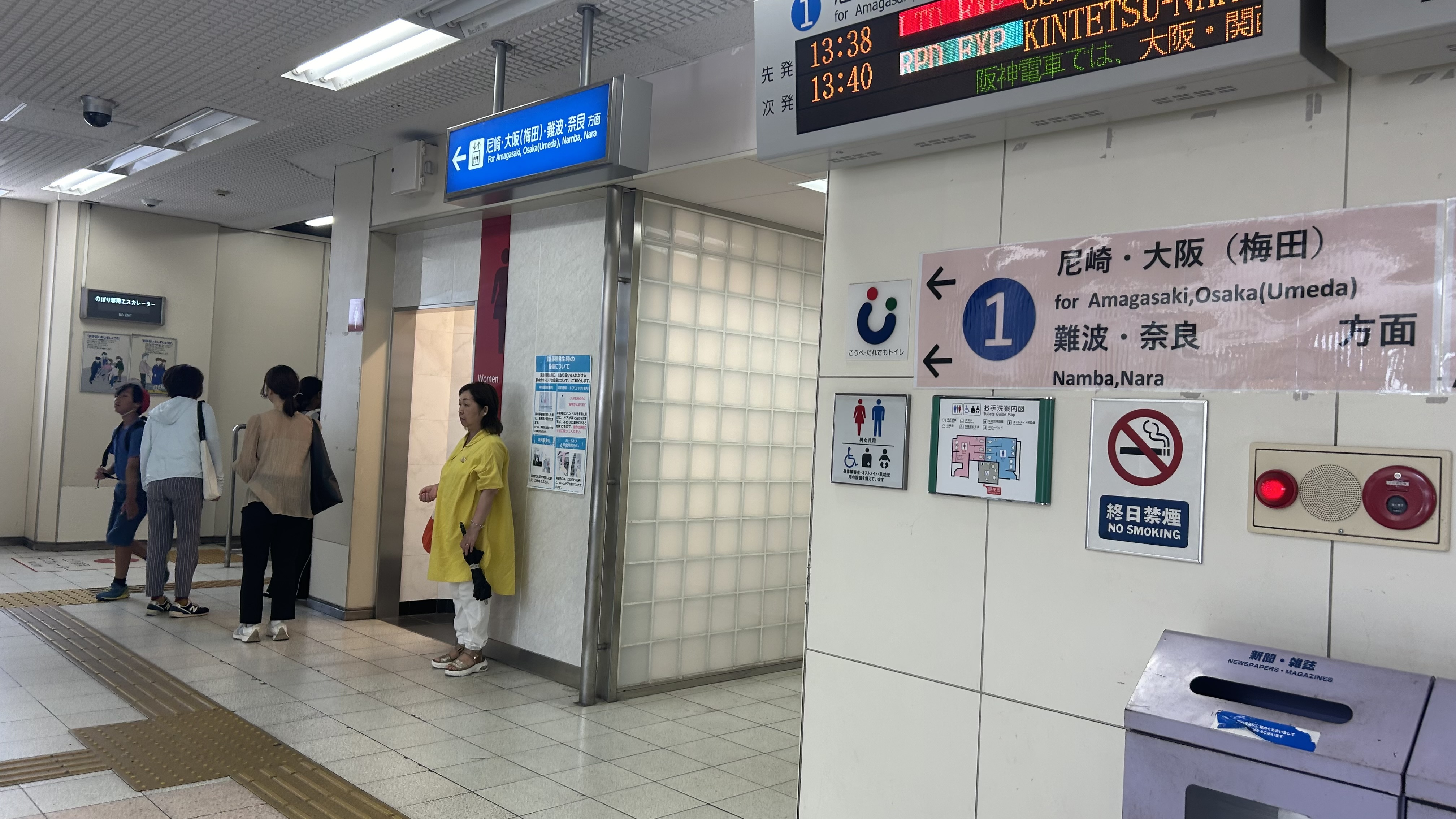
トイレ
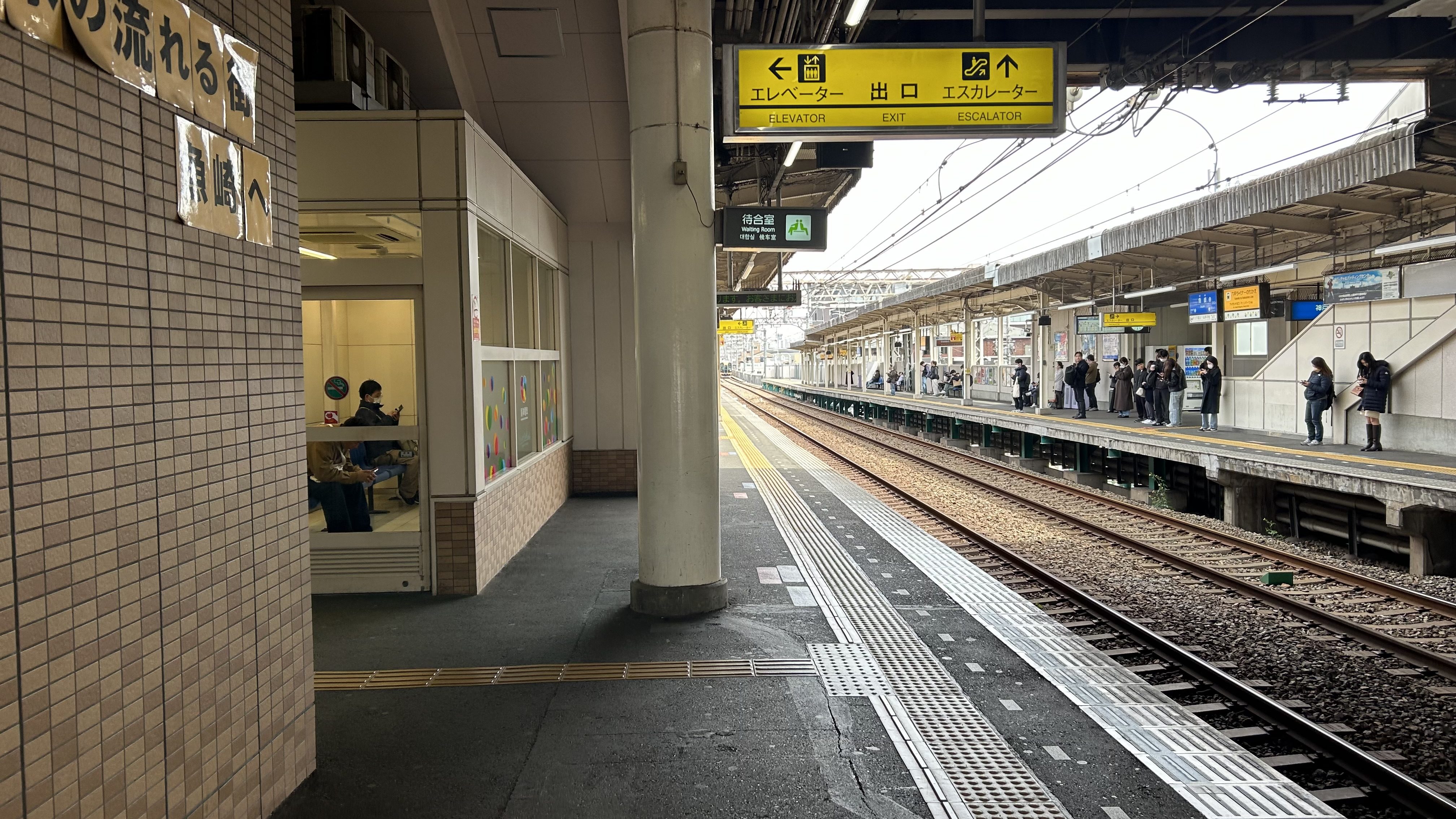
1番線ホーム
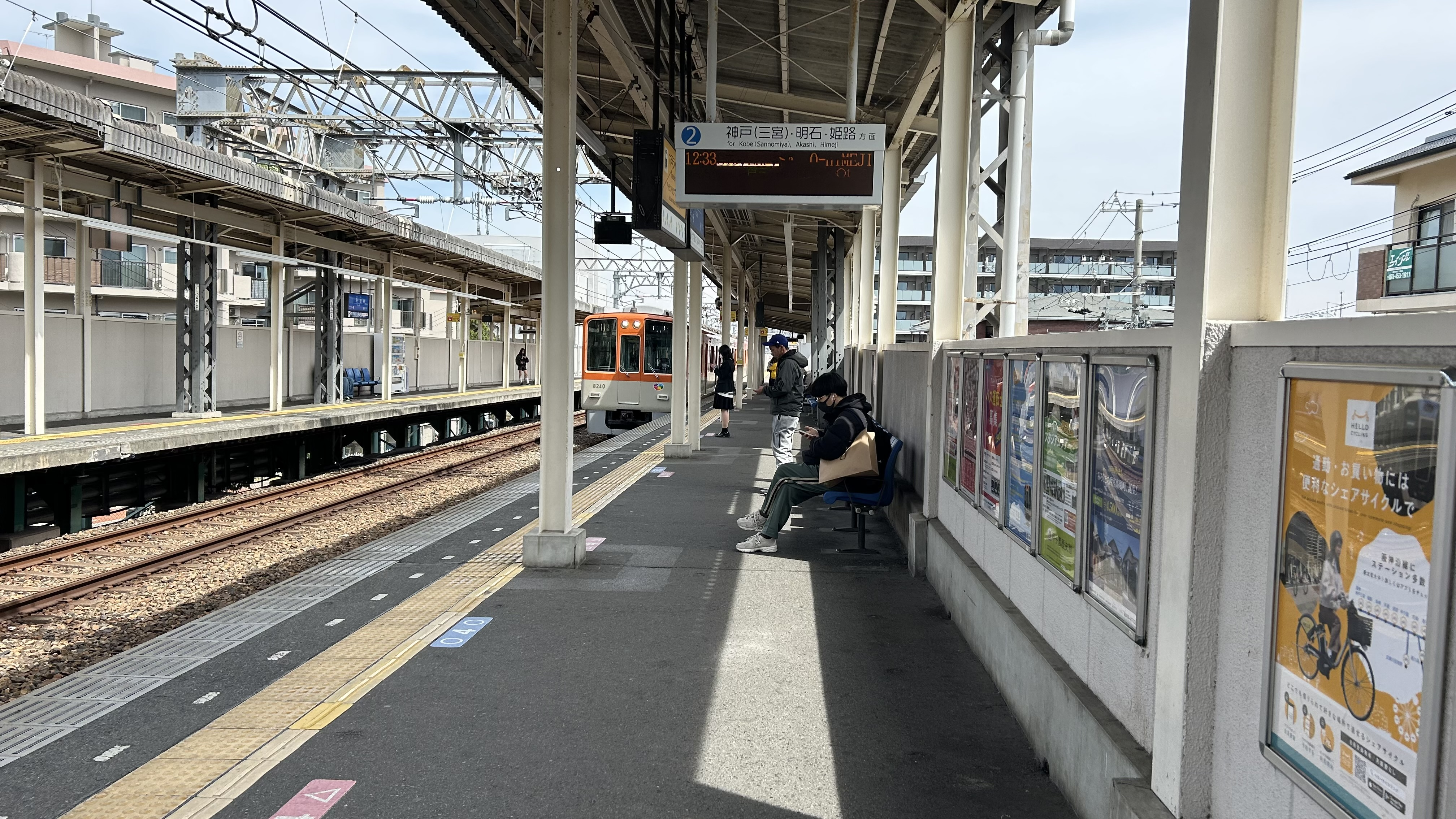
2番線ホーム
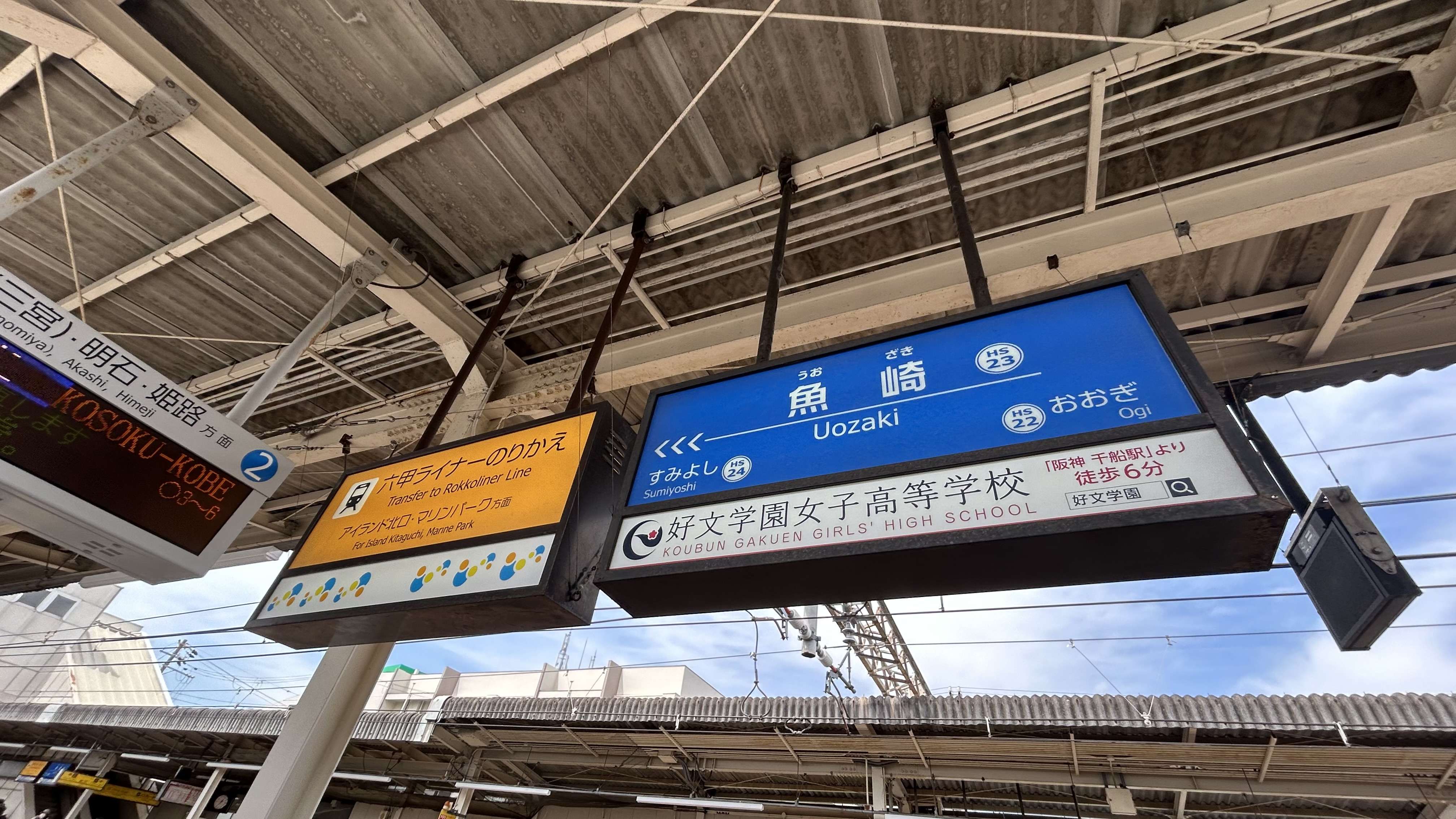
駅名標

### 利用状況
2023年11月の1日平均乗降人員は29,528人。阪神電気鉄道の駅では野田駅に次いで第10位。周辺駅と異なり利用客は長期にわたり増加傾向にある。2001年には直通特急が、2009年には難波・奈良方面との快速急行が、それぞれ停車を開始した。
1日の乗降客数の推移
- 1991年：16,544人
- 1992年：17,573人
- 1993年：17,654人
- 1994年：16,963人
- 1995年：17,515人
- 1996年：19,338人
- 1997年：18,120人
- 1998年：17,629人
- 1999年：18,032人
- 2000年：18,238人
- 2001年：19,988人
- 2002年：20,550人
- 2003年：20,929人
- 2004年：21,699人
- 2005年：21,102人
- 2006年：21,317人
- 2007年：22,128人
- 2014年：26,865人[12]
- 2015年：27,563人[13]
- 2016年：27,604人[14]
- 2017年：28,670人[15]
- 2018年：29,732人[16]
- 2019年：30,120人[17]
- 2023年：29,528人[18]

## 神戸新交通
神戸新交通の駅は、東灘区魚崎西町四丁目に相対式ホーム（六甲ライナーでは唯一）2面2線を有する高架駅。
改札口・コンコースは2階、ホームは3階にある。改札口は1か所のみ。阪神魚崎駅の橋上駅舎と当駅の2階は、改札外の連絡通路で直結しているが、100mほどの距離がある。
トイレは2階改札内にある。

### のりば
| 番線 | 路線          | 行先             |
| ---- | ------------- | ---------------- |
| 1    | ■六甲ライナー | マリンパーク方面 |
| 2    | ■六甲ライナー | 住吉方面         |

- 改札口
- トイレ
- 1番線ホーム
- 2番線ホーム
- 駅名標
- シンボルマーク

## 駅周辺
- 住吉川[1] - 阪神の駅は住吉川の左岸（東側）に、六甲ライナーの駅は右岸（西側）にあり、連絡通路は川を渡る歩道橋となっている。また固定電話の市内局番の境界ともなっており、左岸は頭が「4」、右岸（六甲アイランドを含む）は「8」である。
- 住吉川公園
- 倚松庵（谷崎潤一郎旧邸） - 神戸新交通の駅を建設する際に150m北へ移設した[1][2]。
- 菊正宗酒造記念館[1]
- 浜福鶴吟醸工房[1]
- 櫻正宗記念館 櫻宴[1]
- 神戸魚崎郵便局
- 魚崎地域福祉センター
- 東灘区民センター小ホール（会議室・ホール）
- 神戸市立魚崎小学校
- 灘中学校・高等学校
- コープミニ魚崎
- トーホーストア魚崎南店
- マックスバリュエクスプレス魚崎店
- ホームセンターコーナン魚崎店
- ロイヤルホームセンター東灘魚崎店

住吉川は天井川であり、阪神魚崎駅のホームは地上部にあるものの阪神住吉駅側の高架橋とほぼ同じ高さである。さらに上を六甲ライナーが走るため、当駅周辺の連続立体交差化事業は、住吉川の両岸にある道路を地下化することで実施された。
また、上を走る六甲ライナーも、阪神本線の南側にある阪神高速3号神戸線の高架をくぐるために、全線最急の58パーミルの勾配となっている。3号神戸線の高架も六甲ライナー部分だけ多少切り欠いてある。

## 隣の駅
阪神電気鉄道
本線
■直通特急・■特急・■急行（下りのみ）
芦屋駅 (HS 20) - 魚崎駅 (HS 23) - 御影駅 (HS 25)
■快速急行（平日朝ラッシュ時）
芦屋駅 (HS 20) - 魚崎駅 (HS 23) - 神戸三宮駅 (HS 32)
■快速急行（平日日中以降・土休日）
西宮駅 (HS 17) - 魚崎駅 (HS 23) - 神戸三宮駅 (HS 32)
■区間特急（大阪梅田行きのみ運転）
青木駅 (HS 22) ← 魚崎駅 (HS 23) ← 御影駅 (HS 25)
■普通
青木駅 (HS 22) - 魚崎駅 (HS 23) - 住吉駅 (HS 24)
神戸新交通
■六甲アイランド線（六甲ライナー）
住吉駅 (R01) - 魚崎駅 (R02) - 南魚崎駅 (R03)